# هرم ناقص
| هرم ناقص پنج‌ضلعی (مثال) |                   |
| وجوه                    | n ذوزنقه ۲ n-ضلعی |
| اضلاع                   | ۳n                |
| رئوس                    | ۲n                |
| گروه تقارنی             | Cnv, [1,n], (*nn) |
| ویژگی ها                | محدب              |

در هندسه، یک هرم ناقص

يا بریده هرمی (به انگلیسی: Frustum) بخشی از یک چندوجهی (به‌طور معمول یک مخروط یا هرم) است که بین یک یا دو صفحه موازی برش آن قرار دارد. هرم ناقص راست، برش موازی هرم راست یا مخروط راست است.
اگر همه اضلاع برابر باشند، هرم ناقص یک منشور متحدالشکل است.
هرم ناقص از انواع منشوروار است. اگر دو هرم ناقص از قاعده به هم متصل شوند، دوهرم ناقص پدید می‌آید.

## روابط

### حجم
فرمول حجم یک هرم ناقص مربع توسط ریاضیات مصر باستان در آنچه پاپیروس ریاضی مسکو نامیده می‌شود، در سلسله سیزدهم (حدود ۱۸۵۰ قبل از میلاد) نوشته شد:
{\displaystyle V={\tfrac {1}{3}}h\left(a^{2}+ab+b^{2}\right).}
که در آن a و b طول قاعده و وجه مقابل قاعده هرم کوتاه شده‌است، و h ارتفاع است. مصریان فرمول صحیح به‌دست آوردن حجم هرم ناقص مربعی را می‌دانستند، اما هیچ اثبات این معادله در پاپیروس مسکو ارائه نشده‌است.
حجم هرم ناقص برابر حجم هرم قبل از برش دادن، منهای حجم هرم برش داده شده‌است:
{\displaystyle V={\frac {h_{1}B_{1}-h_{2}B_{2}}{3}}}
که در آن B1 و B2 به ترتیب قواعد هرم أولیه و هرم بریده شده و h1 و h2 به ترتیب ارتفاع هرم أولیه و هرم بریده شده‌اند.
با توجه به اینکه:
{\displaystyle {\frac {B_{1}}{h_{1}^{2}}}={\frac {B_{2}}{h_{2}^{2}}}={\frac {\sqrt {B_{1}B_{2}}}{h_{1}h_{2}}}=\alpha },
فرمول حجم را می‌توان به عنوان محصولی از این تناسب α / ۳ و فقط اختلاف مکعب‌های h1 و h2 بیان کرد.
{\displaystyle V={\frac {h_{1}\alpha h_{1}^{2}-h_{2}\alpha h_{2}^{2}}{3}}={\frac {\alpha }{3}}(h_{1}^{3}-h_{2}^{3})}
با فاکتورگیری اختلاف دو مکعب، a3 − b3 = (a − b)(a2 + ab + b2) و یکی کردن h1 − h2 = h یا ارتفاع هرم ناقص است و αh12 + h1h2 + h22/3
بت توزیع α و جایگزینی از تعریف آن، میانگین هیرونی مناطق B1 و B2 به‌دست می‌آید؛ بنابراین فرمول جایگزین برابر این می‌شود:
{\displaystyle V={\frac {h}{3}}\left(B_{1}+{\sqrt {B_{1}B_{2}}}+B_{2}\right)}
هرون اسکندرانی برای استخراج این فرمول و مواجهه با یکه موهومی، ریشه مربع منفی ذکر شده‌است.
به‌طور اختصاصی حجم مخروط ناقص با قاعده دایره برابر است با:
{\displaystyle V={\frac {\pi h}{3}}\left(r_{1}^{2}+r_{1}r_{2}+r_{2}^{2}\right)}
که r1 و r2 شعاع دو قاعده آن هستند.
حجم هرم ناقص که قواعدش n-ضلعی منتظم است برابر است با:
{\displaystyle V={\frac {nh}{12}}\left(a_{1}^{2}+a_{1}a_{2}+a_{2}^{2}\right)\cot {\frac {\pi }{n}}}
که a1 و a2 طول ضلع قواعدند.

### مساحت
برای یک مخروط ناقص دایره ای راست:
مساحت جانبی برابر است با:
{\displaystyle {\begin{aligned}{\text{Lateral surface area}}&=\pi \left(r_{1}+r_{2}\right)s\\&=\pi \left(r_{1}+r_{2}\right){\sqrt {\left(r_{1}-r_{2}\right)^{2}+h^{2}}}\end{aligned}}}
و مساحت کل برابر است با:
{\displaystyle {\begin{aligned}{\text{Total surface area}}&=\pi \left(\left(r_{1}+r_{2}\right)s+r_{1}^{2}+r_{2}^{2}\right)\\&=\pi \left(\left(r_{1}+r_{2}\right){\sqrt {\left(r_{1}-r_{2}\right)^{2}+h^{2}}}+r_{1}^{2}+r_{2}^{2}\right)\end{aligned}}}

بریده مخروطی

که r1 و r2 به ترتیب شعاع‌های قواعد بزرگ و کوچک و h سهم مخروط ناقص است.
مساحت کل هرم ناقصى که قواعدش n-ضلعی‌های منتظم مشابهند برابر با:
{\displaystyle A={\frac {n}{4}}\left[\left(a_{1}^{2}+a_{2}^{2}\right)\cot {\frac {\pi }{n}}+{\sqrt {\left(a_{1}^{2}-a_{2}^{2}\right)^{2}\sec ^{2}{\frac {\pi }{n}}+4h^{2}\left(a_{1}+a_{2}\right)^{2}}}\right]}
که a1 و a2 طول اضلاع دو قاعده اند.